# Jean Palluch
Jean Palluch (ou Paluch)  est un footballeur français né le 23 décembre 1923 à Jadachy (Pologne) et mort le 17 février 1991 à Saint-Gaudens. Il a joué à tous les postes : attaquant, puis milieu puis défenseur.

## Carrière de joueur
- 1946 : AS Saint-Dizier
- 1946-1950 : Stade de Reims (47 matchs et 20 buts marqués en division 1)
- 1948 : Jeux Olympiques de Londres
- 1950-1951 : Le Havre AC (30 matchs et 9 buts marqués en division 1)
- 1951-1952 : FC Rouen (30 matchs et 44 buts marqués en division 2)
- 1952-1953 : AS Monaco (30 matchs et 22 buts marqués en division 2)
- 1953-1954 : Olympique lyonnais (17 matchs et 6 buts marqués en division 2)
- 1953-1958 : Olympique de Marseille (111 matchs et 6 buts en division 1)
- 1958-1959 : AS Saint-Dizier
- 1959-1960 : Olympique d'Hussein-Dey (Alger)[3]

## Carrière d'entraîneur
- 1960-1961 : Olympique d'Hussein-Dey (Alger)

## Palmarès
- Champion de France en 1949 avec le Stade de Reims
- Finaliste de la Coupe de France en 1954 avec l'Olympique de Marseille
- Vainqueur de la Coupe Charles Drago en 1957 avec l'Olympique de Marseille